# Gorogyeci Prohor
Gorogyeci Prohor (oroszul: Прохор с Городца) ismert középkori, orosz ikonfestő, egyes feltételezések szerint Andrej Rubljov egyik tanára.
Rubljovval és Feofan Grekkel együtt festették a  moszkvai Kremlben a régi Blagovescsenszkij-székesegyház ikonosztázát 1405-ben (a székesegyházat 1416-ban újraépítették). Prohor ismertségét bizonyítja, hogy Gorogyecből Moszkvába hívták erre a feladatra. Orosz történészek a Keresztrefeszítés, a Mennybemenetel és a Szűz Mária mennybemenetele ikonokat tulajdonítják neki azok közül, amelyek ma is a székesegyházban láthatók.